# Джахром
Джахром (перська: جهرم) — місто в центральному Ірані, у провінції Фарс. населення 141,6 тис. осіб (2016). Сільськогосподарський центр.
Населення у 1956 році складало близько 29 тисяч осіб, у 2016 складало більше 141 тисяч осіб. Місто розташовано в 170 км на південний захід від міста Шираз, на висоті близько 1050 м над р. м.

## Галерея

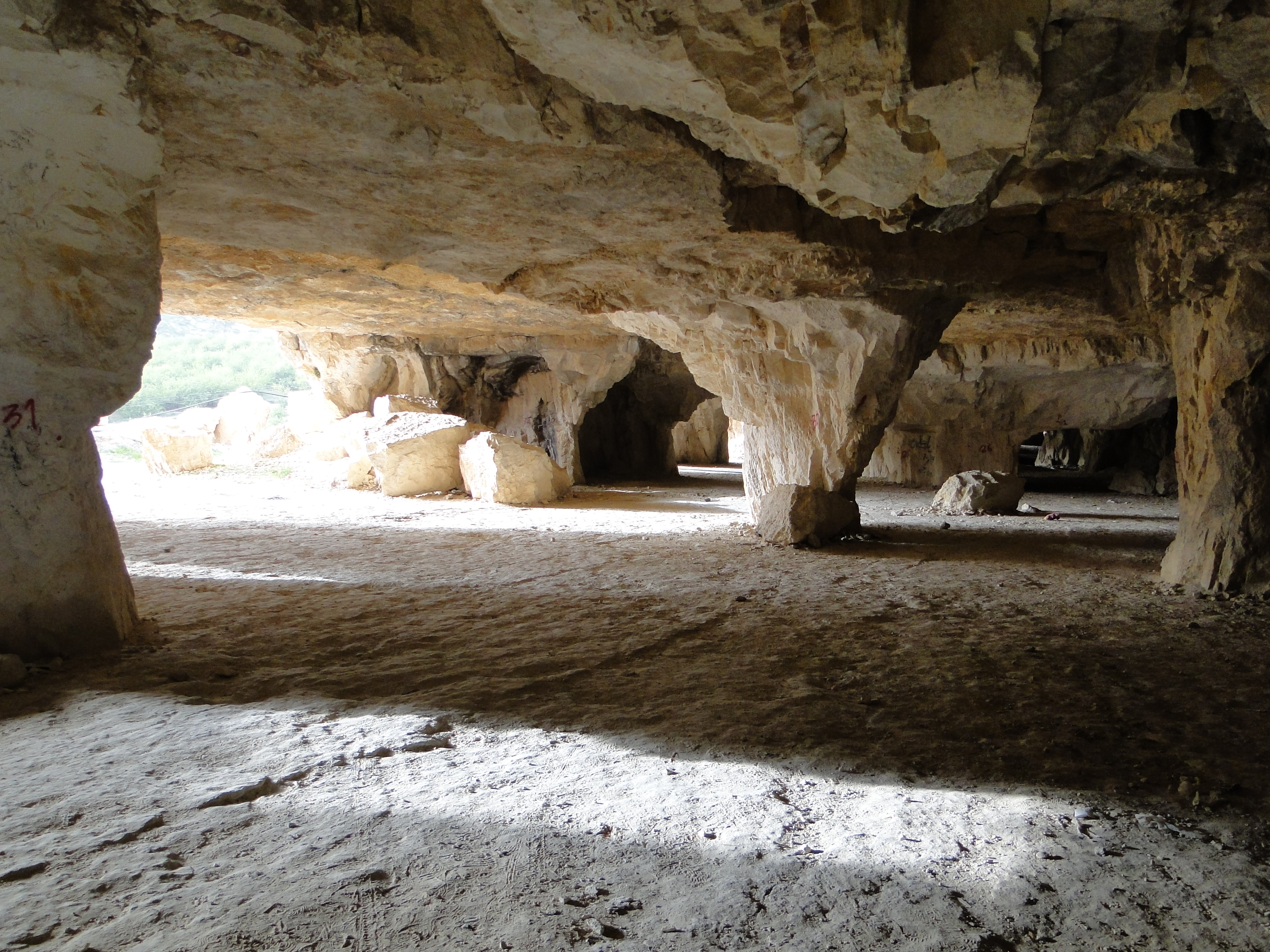
Печера
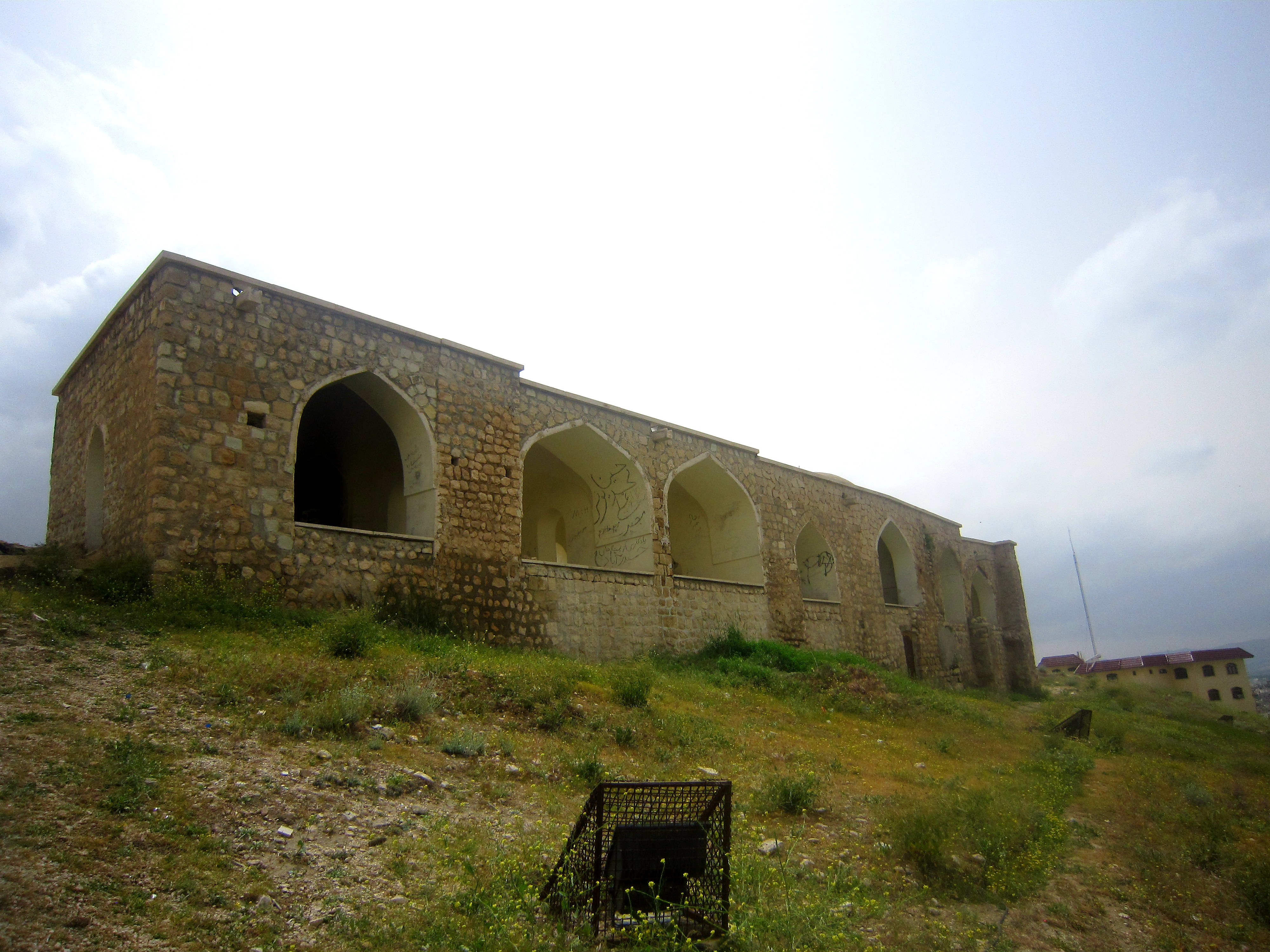
Храм Вогню
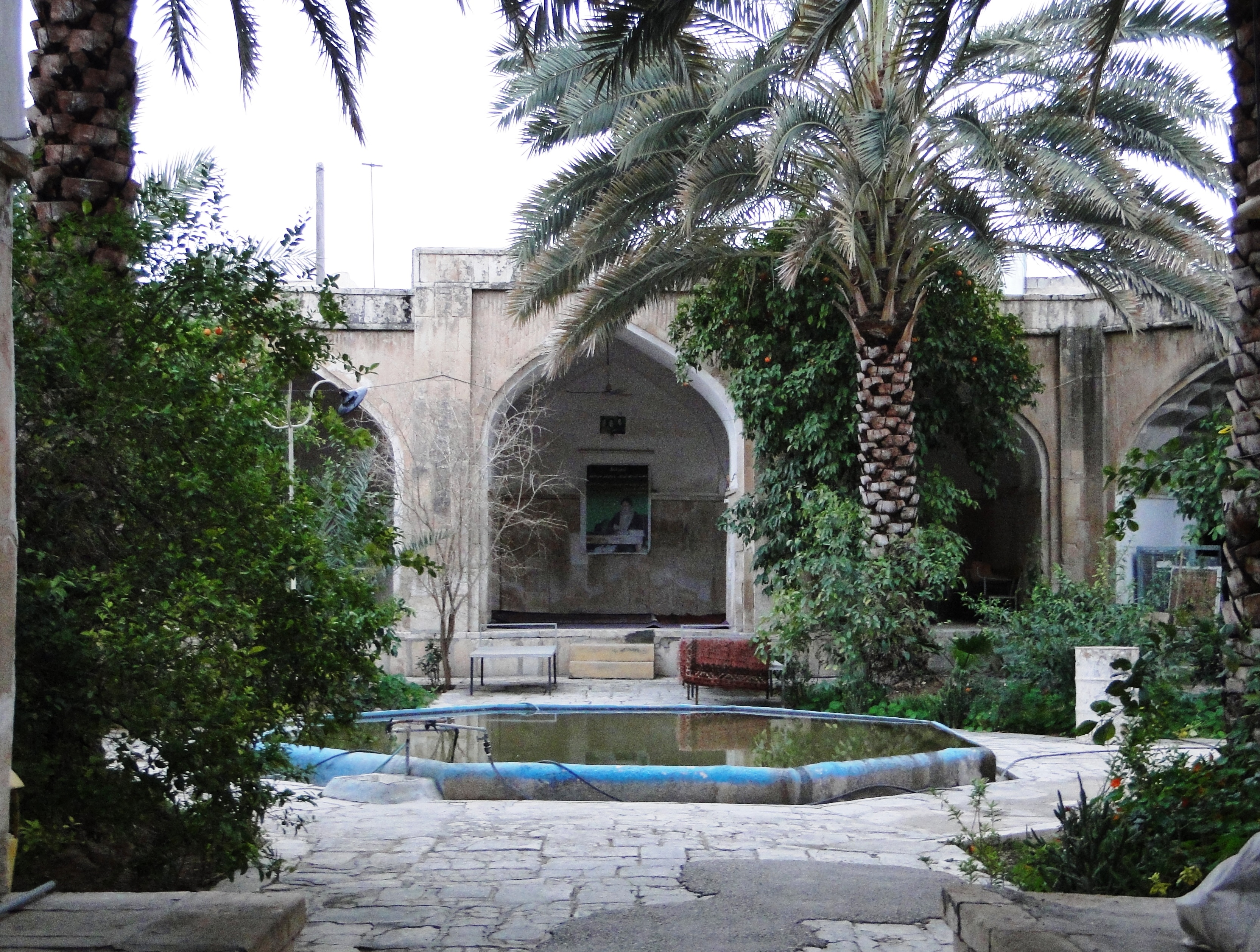
Школа
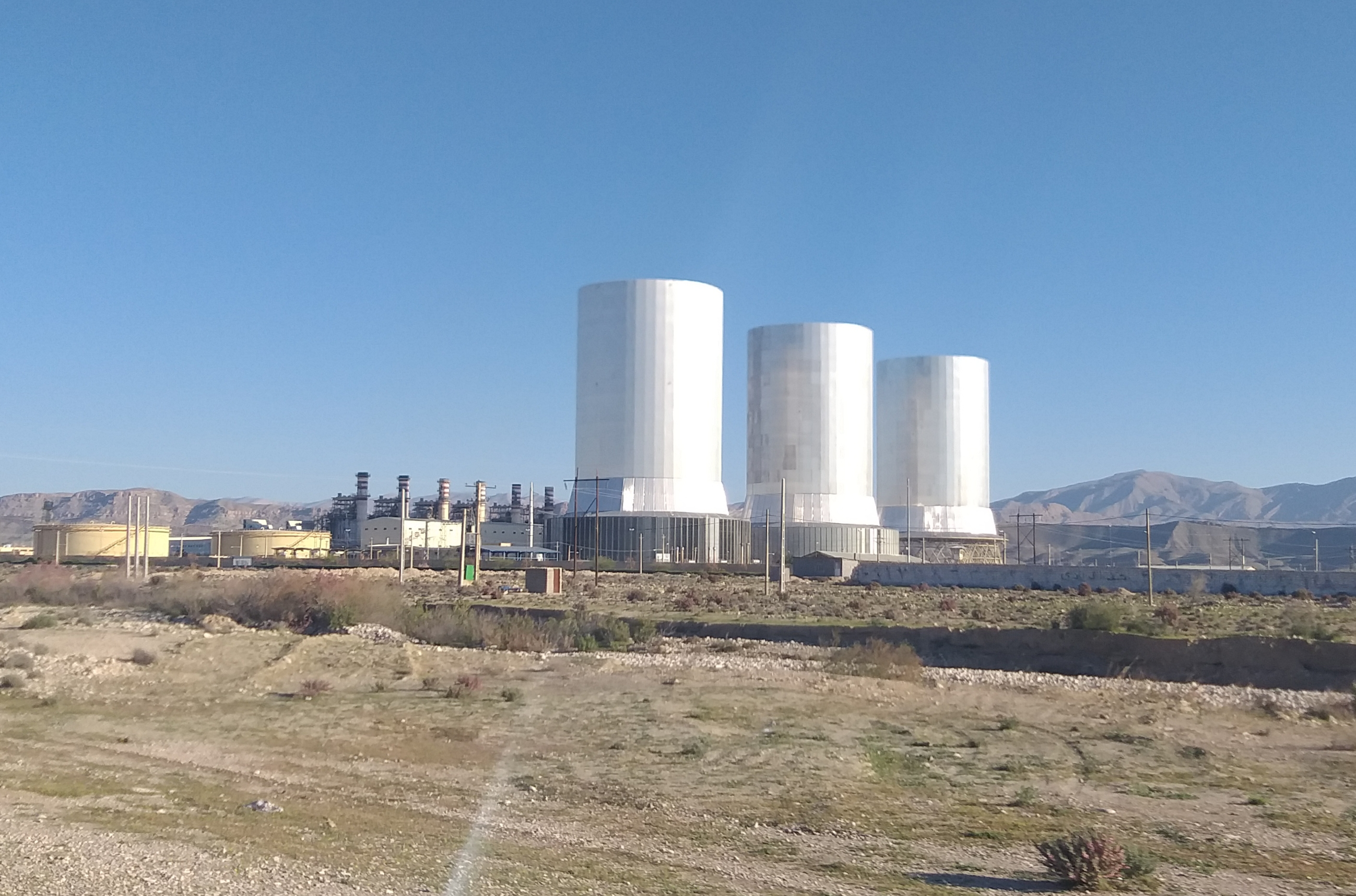
Електростанція